# そんなつもりじゃなかったのに
「そんなつもりじゃなかったのに」は、立見里歌の楽曲で、ソロデビューシングル。1987年3月18日発売（発売元はワーナー・パイオニア）。

## 解説
おニャン子クラブ会員番号15番の立見がソロで発表した唯一の作品。
A・B面とも元ニャンギラスの樹原亜紀と白石麻子がコーラスを担当。ジャケットに「Special Thanks AKI KIHARA MAKO SHIRAISHI」と表記されている。
プロモーションビデオが制作され、夕やけニャンニャンで流れた。おニャン子クラブ卒業記念シングルだが、卒業コンサートでは披露されなかった。
当初は立見とワーナーの唄の上手い営業課長とのデュエット曲になる予定であった。
「立見の青春」は、「セーラー服を脱がさないで」、「およしになってねTEACHER」、「真赤な自転車」、「じゃあね」、「私は里歌ちゃん」の歌詞とメロディーが引用されており（但し、一部オリジナルと異なる表記がある）、間奏には男性ナレーションによる、立見の経歴についての辛辣なコメントが入っている。

## 収録曲
- 全作詞：秋元康　作曲・編曲：若草恵

1. そんなつもりじゃなかったのに
2. 立見の青春

## 収録作品
- おニャン子クラブA面コレクション Vol.4 (#1)
- おニャン子クラブB面コレクション Vol.4 (#2)
- おニャン子クラブ大全集上巻(#2)